# 孔布赖
孔布赖（法語：Combray，法語發音：[kɔ̃bʁɛ] ⓘ）是法国卡尔瓦多斯省的一个市镇，属于卡昂区。

## 地理
孔布赖（48°56'58"N, 0°26'21"W）面积4.51 平方千米，位于法国诺曼底大区卡爾瓦多斯省，该省份为法国西北部沿海省份，北濒大西洋英吉利海峡，东北与滨海塞纳省以海上边界相接，东临厄尔省，南至奧恩省，西与芒什省接壤。
与孔布赖接壤的市镇（或旧市镇、城区）包括：多奈、埃松、圣奥梅尔、圣雷米、蒂里阿库尔勒奥姆。

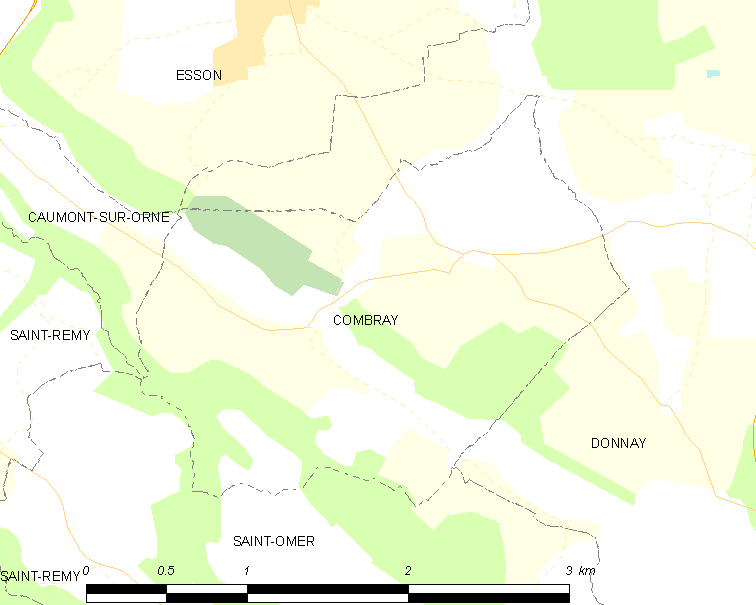
孔布赖的OSM定位图

孔布赖的时区为UTC+01:00、UTC+02:00（夏令时）。

## 行政
孔布赖的邮政编码为14220，INSEE市镇编码为14171。

## 政治
孔布赖所属的省级选区为勒奥姆县。

## 人口

1962-2008年间孔布赖人口变化图示

孔布赖于2022年1月1日时的人口数量为143人。